# Giancarlo Bigazzi
Giancarlo Bigazzi (* 5. September 1940 in Florenz; † 18. Januar 2012 in Viareggio) war ein italienischer Liedkomponist und -autor.

## Leben
Bigazzi schrieb bereits in den 1960er Jahren erste Hits für Riccardo Del Turco („Luglio“), Mario Tessuto („Lisa dagli ochi blu“) und Renato dei Profeti („Lady Barbara“). Auch im Jahrzehnt darauf gelangen ihm viele Erfolge, mehrfach zusammen mit Toto Savio und für Künstler wie Massimo Ranieri, Gianni Nazaro und Gigliola Cinquetti. Meist war Bigazzi für die Texte zuständig, war aber auch an Kompositionen beteiligt.
1971 gründete Bigazzi mit Savio und anderen die Gruppe Squallor, mit der er etliche Platten aufnahm und auch in Filmen spielte, so in der allerdings misslungenen Italowestern-Parodie Arrapaho. Sänger wie Gianni Bella und Umberto Tozzi profitierten auch weiterhin von seinem Schaffen. Mit letzterem zusammen verfasste er Text und Musik für den 1977 erschienenen Erfolgsschlager Ti amo, von dem Howard Carpendale eine ebenfalls sehr erfolgreiche deutsche Coverversion aufnahm. Der von Bigazzi und Tozzi 1979 geschriebene Hit Gloria wurde später erfolgreich von Laura Branigan gecovert.
In den 1990er Jahren war er in Florenz Produzent von Neuentdeckungen wie Marco Masini, Alessandro Canini und Raf. Auch Filmmusiken finden sich nun unter seinen Werken.